# Erdélyi Béla (államvasúti titkár)
Erdélyi Béla, Erdélyi Oszkár Béla Imre (Pest, 1851. december 20. – Eger, 1914. augusztus 14.) magyar királyi államvasúti titkár, MÁV-felügyelő, író. 

## Életútja
Erdélyi József vármegyei főjegyző, író és Halász Karolina fia. A gimnáziumot Egerben és Kecskeméten, a jogot Pozsonyban végezte 1873-ban. Ugyanezen év végén a magyar királyi belügyminisztériumban fogalmazó gyakornok lett, ahonnét mint segédfogalmazó a közmunka és közlekedési minisztériumhoz lépett át. 1879-ben minisztériumi fogalmazói állásáról lemondott és Nagyváradra költözött, mint Bihar vármegye tiszteletbeli főjegyzője. 1880-ban Nagyvárad városához tiszteletbeli főjegyzővé nevezték ki. 1882-ben mint fogalmazó a magyar királyi államvasutak szolgálatába lépett Budapesten. 1878-ban nőül vette Némethy Erzsébetet. 1898. április 19-én Szegeden házasságot kötött Hegyesi (Hegyessy) Rózával. MÁV titkárként 1895-ben a szombathelyi, 1896-ban pedig a szegedi üzletvezetőség általános osztályának vezetője lett, ahol felügyelővé lépett elő. 1910-ben Budapestre került, ahol 1912-ig az igazgatóság általános osztályán dolgozott. Temetésére 1914. augusztus 16-án került sor a Fájdalmas Szűzről nevezett sírkertben.

## Irodalmi munkássága
1866-tól foglalkozott az irodalommal, 1873-ban a Képes Kiállítási Lapoknak belmunkatársa volt Bécsben. Leginkább költeményeket írt és ezek a Fővárosi Lapokban (1870-től), a Magyarország és a Nagyvilágban (1870-71. 1878-79.), az Ország Világban, a Figyelőben (1872.) a Magyar Bazárban, a Budapesti Bazárban, az Egerben, a Kolozsvári Közlönyben (1883. Flammarion Camill, Recit de l'Infinie c. munkája, Ignis, Arsene Houssaie, Rosina erénye sat.) a Nagyváradban, a Koszorúban, a Budapesti Szemlében stb. jelentek meg. Több alkalmi költeménye, mint az Árvák anyja, A matróz hitvese, Vitkovics emlékére sat. német és francia fordításokban is megjelentek. Írt több tárcát és néhány beszélyt is; állandó munkatársa volt a Fővárosi Lapokon kívül még a Nemzetnek és a Pester Lloydnak is; néhány tárcát irt az Egyetértésbe. Szerkesztette a magyar királyi államvasutak Hivatalos Lapját 1886 novemberétől Budapesten.
Névjegye: E. B.

## Munkái
- Képirók, vígjáték 3 felvonásban. Wilbrandt Adolf után ford. Budapest, 1874. (A Nemzeti szinház könyvtára 60. Először adták 1875. jan. 8.)
- Az ördöngösök hajdan és napjainkban. Tanulmány Richet Károly után francziából ford. Nagyvárad, 1880.
- Bakunin a világfelforgatók apostola. Laveleye Emil után francz. ford. Budapest, 1881.
- A közoktatás Magyarországon. Marbeau Eduard után francz. ford. Budapest, 1881.
- A világosság templomában. Drámai költemény. Budapest, 1887. (A Hungaria szabadkőmives páholy kiadásában. Pataky fordította németre).
- Költeményei. Budapest, 1896.
- M. k. államvasuti rendeletek tára. Szerk. Szeged, 1898. (4 kötet, új kiadás: 1902. Petrik szerint 1909, 4 kötet)
- Párizsi kalauz. Gyakorlati útmutató. Szeged, 1900.